# トルコワイン
トルコワインは、トルコ産のワインである。

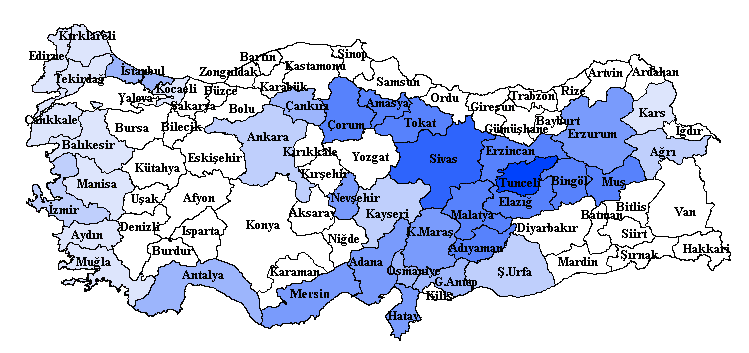
トルコ全図（地名詳細）

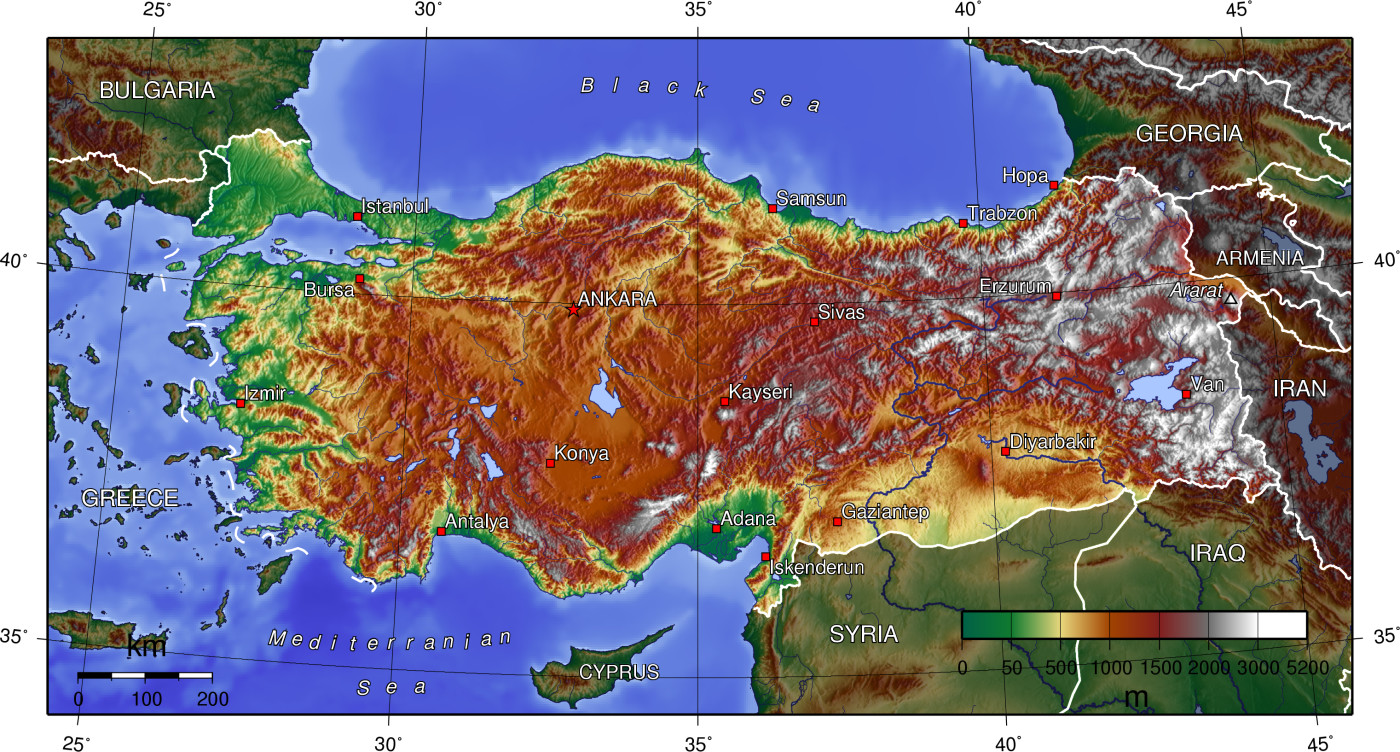
トルコ全図（標高詳細）

同国はワイン（トルコ語: Şarap ラテン文字化の例: Sharap シャラプ）発祥の地として推定される国のひとつ。B.C.4000年頃にアナトリアでワインが造られていたと伝えられている。

## 概要
トルコのブドウ栽培面積は世界屈指である。イスラム教徒が人口の99%（データは2005年、スンニ派が大多数）を占める国ではあるが、飲酒に関しては比較的寛容であり、トルコワインの他にもビールやラク（トルコで一般的な蒸留酒）の国産銘柄が多数ある。しかし旅行者の飲酒を認めている他のイスラム教国と同じく酒税が非常に高いため、ブドウは主に食用（生もしくは干しブドウ）として栽培され、ワイン用は栽培面積の3%程度である。また生産されたワインの4分の1は蒸留してラクにされる。
トルコワインの年間生産本数は、750mlのボトルに換算して約3,826万本（データは2005年）。ワインメーカーのほとんどは国営で、多くは輸出用である。
温暖な海洋性気候のトラキアとマルマラはトルコワインの主要生産地であり、5分の2を生産している。エーゲ海岸のイズミル周辺では、5分の1を生産している。そのほか中央アナトリアの高地でワインが生産される。高地の冬はとても寒く、夏はとても乾燥する。
1923年に共和国を樹立したケマル・アタテュルクは、国民にワインの利点を認識させるべく、1920年代に国営の醸造所の設立を進めたが、自身はラクを愛飲した。

## ブドウの品種

### 赤ワイン用
- ボアズケレ(Boğazkere)
- オキュズギョズ(Öküzgözü)